# Grădina filosofică (grup statuar)

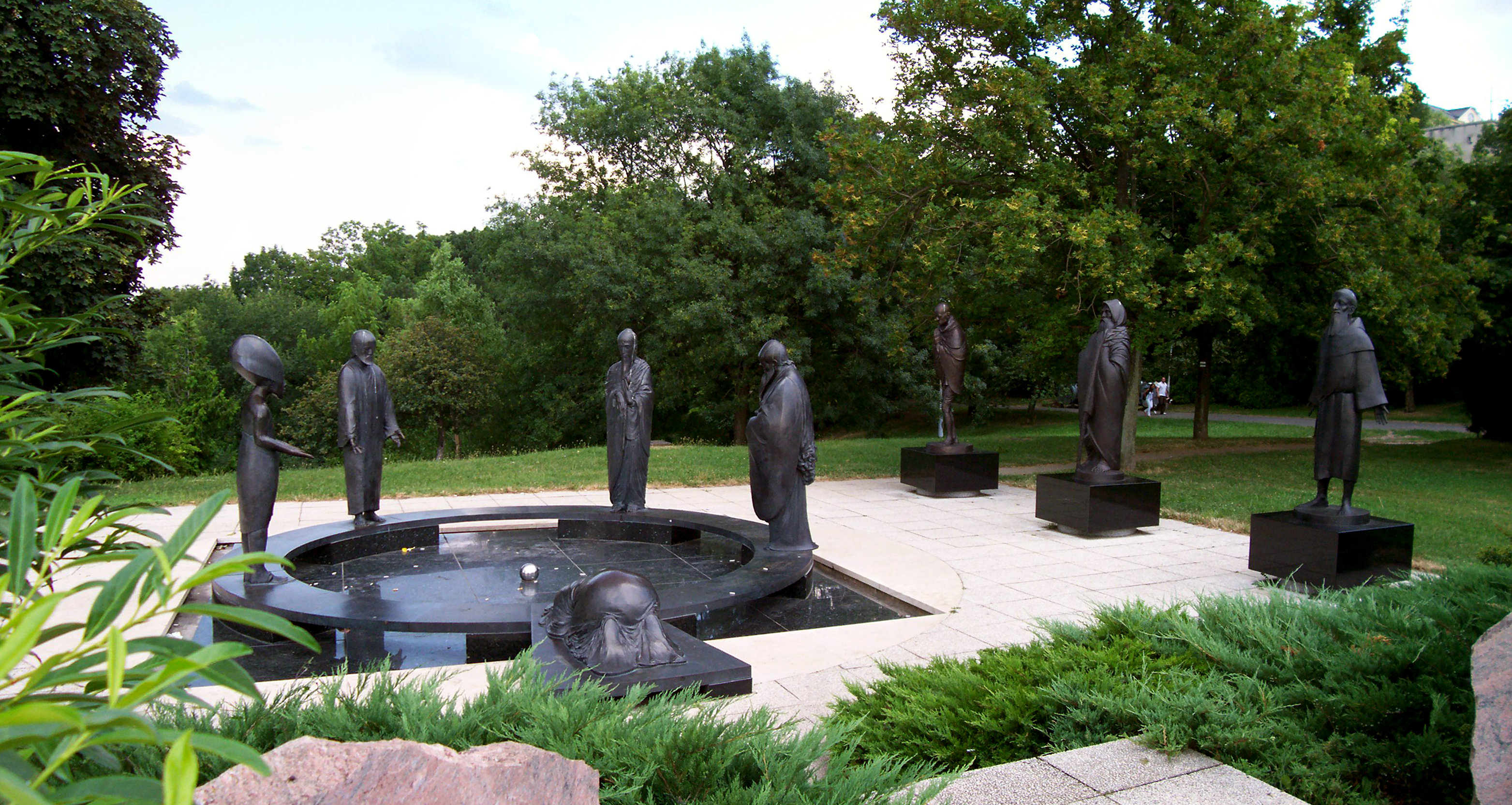

Grădina filosofică din Budapesta este un ansamblu statuar, operă a sculptorului Nándor Wagner, amplasat într-un mic parc de pe versantul vestic al dealului Gellért din Budapesta. Grupul este format din opt figuri din bronz patinat, fiecare din ele reprezentând un fondator de religie sau de mișcări sociale din istoria universală, „filozofi esențiali ai omenirii”, în accepția artistului. Compoziția este una din cele trei grădini filozofice create de Wagner și donate de artist, împreună cu soția sa Chiyo, către trei orașe diferite: Tokyo, Budapesta și Los Angeles. Grupul statuar din Budapesta a fost dezvelit la data de 18 octombrie 2001, motoul gravat pe un bloc de piatra de la accesul către compoziție, este: „Pentru mai buna înțelegere reciprocă” (în original: „Egymás jobb megértéséért”). În noaptea de 16/17 octombrie 2006, trei dintre cele opt figuri de bronz au fost retezate din soclu și furate. Restaurarea monumentului a fost realizata prin grija autorităților locale și concursul văduvei artistului. Lucrările de restaurare și reamplasare a pieselor lipsă au fost finalizate în anul 2010. Compoziția lui Wagner, este la ora actuală un punct de reper cultural și turistic al Budapestei.